# Дів'я Какран
Дів'я Какран (англ. Divya Kakran; нар. 2 липня 1998, Салава, штат Уттар-Прадеш) — індійська борчиня вільного стилю, дворазова чемпіонка, срібна та бронзова призерка чемпіонатів Азії, чемпіонка Співдружності, дворазова бронзова призерка Ігор Співдружності.

## Життєпис
У 2013 році завоювала срібну медаль чемпіонату Азії серед кадетів. Через два роки стала чемпіонкою цих змагань. У 2018 — стала срібною призеркою чемпіонату Азії серед юніорів. У 2019 здобула чемпіонський титул на чемпіонаті Азії серед молоді.
У 2020 році за спортивні досягнення була нагороджена премією «Арджуна».

## Спортивні результати на міжнародних змаганнях

### Виступи на Чемпіонатах світу
| Змагання                        | Збірна     | Вагова категорія          | Місце |
| ------------------------------- | ---------- | ------------------------- | ----- |
| Чемпіонат світу з боротьби 2019 | Індія      | жіноча боротьба, до 68 кг | 26    |
| Чемпіонат світу з боротьби 2021 | Індія      | жіноча боротьба, до 72 кг | 7     |
| Чемпіонат світу з боротьби 2023 | Шаблон:UWW | жіноча боротьба, до 76 кг | 13    |

### Виступи на Чемпіонатах Азії
| Змагання                       | Збірна | Вагова категорія          | Місце  |
| ------------------------------ | ------ | ------------------------- | ------ |
| Чемпіонат Азії з боротьби 2017 | Індія  | жіноча боротьба, до 69 кг | Срібло |
| Чемпіонат Азії з боротьби 2018 | Індія  | жіноча боротьба, до 68 кг | 5      |
| Чемпіонат Азії з боротьби 2019 | Індія  | жіноча боротьба, до 68 кг | Бронза |
| Чемпіонат Азії з боротьби 2020 | Індія  | жіноча боротьба, до 68 кг | Золото |
| Чемпіонат Азії з боротьби 2021 | Індія  | жіноча боротьба, до 72 кг | Золото |

### Виступи на Азійських іграх
| Змагання           | Збірна | Вагова категорія          | Місце  |
| ------------------ | ------ | ------------------------- | ------ |
| Азійські ігри 2018 | Індія  | жіноча боротьба, до 68 кг | Бронза |

### Виступи на Чемпіонатах Співдружності
| Змагання                                | Збірна | Вагова категорія          | Місце  |
| --------------------------------------- | ------ | ------------------------- | ------ |
| Чемпіонат Співдружності з боротьби 2017 | Індія  | жіноча боротьба, до 68 кг | Золото |

### Виступи на Іграх Співдружності
| Змагання                | Збірна | Вагова категорія          | Місце  |
| ----------------------- | ------ | ------------------------- | ------ |
| Ігри Співдружності 2018 | Індія  | жіноча боротьба, до 68 кг | Бронза |
| Ігри Співдружності 2022 | Індія  | жіноча боротьба, до 68 кг | Бронза |

### Виступи на інших змаганнях
| Змагання                                 | Збірна | Вагова категорія          | Місце  |
| ---------------------------------------- | ------ | ------------------------- | ------ |
| Турнір Дана Колова — Николи Петрова 2017 | Індія  | жіноча боротьба, до 69 кг | Бронза |
| Турнір міста Сассарі з боротьби 2019     | Індія  | жіноча боротьба, до 68 кг | Бронза |
| Гран-прі Іспанії з боротьби 2019         | Індія  | жіноча боротьба, до 68 кг | Золото |
| Турнір Яшара Догу 2019                   | Індія  | жіноча боротьба, до 68 кг | 14     |
| Меморіал Маттео Пелліконе 2020           | Індія  | жіноча боротьба, до 68 кг | 5      |
| Меморіал Болата Турлиханова 2022         | Індія  | жіноча боротьба, до 68 кг | Золото |

### Виступи на змаганнях молодших вікових груп
| Змагання                                      | Збірна | Вагова категорія          | Місце  |
| --------------------------------------------- | ------ | ------------------------- | ------ |
| Чемпіонат Азії з боротьби серед кадетів 2013  | Індія  | жіноча боротьба, до 70 кг | Срібло |
| Чемпіонат світу з боротьби серед кадетів 2013 | Індія  | жіноча боротьба, до 60 кг | 5      |
| Чемпіонат Азії з боротьби серед кадетів 2014  | Індія  | жіноча боротьба, до 70 кг | 7      |
| Чемпіонат Азії з боротьби серед кадетів 2015  | Індія  | жіноча боротьба, до 70 кг | Золото |
| Чемпіонат світу з боротьби серед кадетів 2015 | Індія  | жіноча боротьба, до 65 кг | 7      |
| Чемпіонат світу з боротьби серед юніорів 2015 | Індія  | жіноча боротьба, до 67 кг | 16     |
| Чемпіонат Азії з боротьби серед юніорів 2017  | Індія  | жіноча боротьба, до 67 кг | 8      |
| Чемпіонат Азії з боротьби серед юніорів 2018  | Індія  | жіноча боротьба, до 68 кг | Срібло |
| Чемпіонат світу з боротьби серед молоді 2017  | Індія  | жіноча боротьба, до 69 кг | 5      |
| Чемпіонат Азії з боротьби серед молоді 2019   | Індія  | жіноча боротьба, до 68 кг | Золото |